# Лазар Поповський
Лазар Поповський (мак. Лазар Поповски); нар. 19 травня 1975, Скоп'є, Македонія) — македонський байдарочник, який чотири рази представляв Македонію на Олімпійських іграх.

## Біографія
Народився 19 травня 1975 в місті Скоп'є. Закінчив економічний факультет у своєму рідному місті Скоп'є та отримав ступінь Магістра ділового адміністрування в Університеті Луїсвілла, штат Кентуккі, США.
Він був першим головою Комісії атлетів Македонського олімпійського комітету.
Змагався на Олімпіаді 2004 року в Афінах, Греція.
Поповський також брав участь в Олімпіадах 1992, 1996 та 2000.
В даний час він працює директором Агентства молоді та спорту.